# Линалоол
Линалоо́л (3,7-диметил-1,6-октадиен-3-ол) — спирт, относящийся к терпеноидам.
Линалоол состоит из двух энантиомеров: (R)-(-)-линалоола (ликареола) и (S)-(+)-линалоола (кориандрола). Рацематная смесь (±)—-Линалоол называется мирценол.

## Свойства
Бесцветная жидкость с запахом ландыша. Растворим в этаноле, пропиленгликоле, нерастворим в воде. Обладает успокаивающим действием на нервную и сердечно-сосудистую системы.
При действии органических кислот линалоол легко переходит в гераниол, при действии серной кислоты — в смесь терпинеолов. Окисление линалоола ведёт к цитралю.

## Нахождение в природе
Является компонентом ароматических масел. Встречается в таких растениях, как чай, апельсин, виноград, манго, лимон, помидор, базилик, лаванда, имбирь, чеснок, клубника. Придаёт приятный аромат ландышу и мускатным винам.

## Способы получения
Линалоол выделяют из природных эфирных масел: кориандрол — из кориандра, ликареол — из масла мускатного шалфея, лавандового масла. (±)-Линалоол (мирценол) — гидролизом продукта присоединения хлороводорода к мирцену, гидрированием дегидролиналоола.

## Применение
Из линалоола получают линалилацетат (сложный эфир линалоола и уксусной кислоты с запахом ландыша). Линалоол и его эфир используют для составления парфюмерных композиций, отдушек для мыла и косметических изделий.
Линалоол, который содержится в шампунях, кондиционерах, мыле и моющих средствах, может вызывать аллергию и экзему у значительно большей доли людей, чем считалось ранее. Такие данные содержатся в диссертации шведской исследовательницы Йоханны Христенсен (Johanna Christensson), представленной в Университете Гётеборга. Согласно полученным Христенсен данным, более 5 % обследованных во время эксперимента людей обнаружили признаки аллергии на окислившийся при контакте с воздухом линалоол.